# Ramazan Kárimov
Ramazan Erіkuly Kárimov (in kazako Рамазан Ерікұлы Кәрімов?; Astana, 5 luglio 1999) è un calciatore kazako, attaccante dell'Astana.

## Carriera

### Club
Cresciuto nel settore giovanile dell'Astana, ha esordito in prima squadra il 31 ottobre 2018 disputando l'incontro di Qazaqstan Prem'er Ligasy perso 3-1 contro lo Shahter Qaraǵandy, realizzando l'unica rete a favore della sua squadra.

### Nazionale
Ha giocato nelle nazionali giovanili kazake Under-19 ed Under-21.
Il 28 marzo 2021 ha esordito con la nazionale kazaka giocando l'incontro perso 0-2 contro la Francia, valido per le qualificazioni al campionato mondiale di calcio 2022.

## Statistiche

### Presenze e reti nei club
Statistiche aggiornate al 14 aprile 2021.
| Stagione        | Squadra         | Campionato      | Campionato | Campionato | Coppe nazionali | Coppe nazionali | Coppe nazionali | Coppe continentali | Coppe continentali | Coppe continentali | Altre coppe | Altre coppe | Altre coppe | Totale | Totale |
| Stagione        | Squadra         | Comp            | Pres       | Reti       | Comp            | Pres            | Reti            | Comp               | Pres               | Reti               | Comp        | Pres        | Reti        | Pres   | Reti   |
| --------------- | --------------- | --------------- | ---------- | ---------- | --------------- | --------------- | --------------- | ------------------ | ------------------ | ------------------ | ----------- | ----------- | ----------- | ------ | ------ |
| 2018            | Astana          | QPL             | 1          | 1          | CK              | 1               | 0               | -                  | -                  | -                  | -           | -           | -           | 2      | 1      |
| 2019            | Astana          | QPL             | 0          | 0          | CK              | 1               | 0               | -                  | -                  | -                  | -           | -           | -           | 1      | 0      |
| Totale Astana   | Totale Astana   | Totale Astana   | 1          | 1          |                 | 2               | 0               |                    | -                  | -                  |             | -           | -           | 3      | 1      |
| 2020            | Kaspıı          | QPL             | 2          | 0          | -               | -               | -               | -                  | -                  | -                  | -           | -           | -           | 2      | 0      |
| 2020            | Astana          | QPL             | 3          | 0          | -               | -               | -               | -                  | -                  | -                  | -           | -           | -           | 3      | 0      |
| 2021            | Kaspıı          | QPL             | 4          | 0          | -               | -               | -               | -                  | -                  | -                  | -           | -           | -           | 4      | 0      |
| Totale carriera | Totale carriera | Totale carriera | 10         | 1          |                 | 2               | 0               |                    | -                  | -                  |             | -           | -           | 12     | 1      |

### Cronologia presenze e reti in nazionale
| Cronologia completa delle presenze e delle reti in nazionale ― Kazakistan | Cronologia completa delle presenze e delle reti in nazionale ― Kazakistan | Cronologia completa delle presenze e delle reti in nazionale ― Kazakistan | Cronologia completa delle presenze e delle reti in nazionale ― Kazakistan | Cronologia completa delle presenze e delle reti in nazionale ― Kazakistan | Cronologia completa delle presenze e delle reti in nazionale ― Kazakistan | Cronologia completa delle presenze e delle reti in nazionale ― Kazakistan | Cronologia completa delle presenze e delle reti in nazionale ― Kazakistan |
| Data                                                                      | Città                                                                     | In casa                                                                   | Risultato                                                                 | Ospiti                                                                    | Competizione                                                              | Reti                                                                      | Note                                                                      |
| ------------------------------------------------------------------------- | ------------------------------------------------------------------------- | ------------------------------------------------------------------------- | ------------------------------------------------------------------------- | ------------------------------------------------------------------------- | ------------------------------------------------------------------------- | ------------------------------------------------------------------------- | ------------------------------------------------------------------------- |
| 28-3-2021                                                                 | Nur-Sultan                                                                | Kazakistan                                                                | 0 – 2                                                                     | Francia                                                                   | Qual. Mondiali 2022                                                       | -                                                                         | 83’                                                                       |
| 31-3-2021                                                                 | Kiev                                                                      | Ucraina                                                                   | 1 – 1                                                                     | Kazakistan                                                                | Qual. Mondiali 2022                                                       | -                                                                         | 60’ 70’                                                                   |
| 6-9-2024                                                                  | Almaty                                                                    | Kazakistan                                                                | 0 – 0                                                                     | Norvegia                                                                  | UEFA Nations League 2024-2025 - 1º turno                                  | -                                                                         | 63’                                                                       |
| 14-11-2024                                                                | Pavlodar                                                                  | Kazakistan                                                                | 0 – 2                                                                     | Austria                                                                   | UEFA Nations League 2024-2025 - 1º turno                                  | -                                                                         | 46’                                                                       |
| Totale                                                                    |                                                                           | Presenze                                                                  | 4                                                                         |                                                                           | Reti                                                                      | 0                                                                         |                                                                           |

## Palmarès

### Club

#### Competizioni nazionali
- Campionato kazako: 2

Astana: 2018, 2019
- Supercoppa del Kazakistan: 1

Astana: 2019
- Liga Kubogy: 1

Astana: 2024